# シャネルNo.22
シャネル N°22（Chanel N°22）は、パリのクチュール、ガブリエル・ココ・シャネルの有名な香水の一つ。

## 歴史
ココ・シャネルはエルネスト・ボーと共にオリジナルの香水・シャネルNo.5の製作に取り組み、1921年に発売した。その翌年発売されたのが、シャネル N°22である。公式な発売はシャネルのファッションライン”White Look"の導入に合わせて1928年に行われた、という報告も存在する。
1924年、ピエール・ヴェルテメールが香水事業においてココ・シャネルの共同事業主となり、株の70％を所有した。シャネルは10％を手元に残し、シャネルの友人が残りの株を所有していた。シャネルは製品の完璧な管理を条件としてこのような少しの株を所有することに同意した。
雑誌「New Yorker」の著名な漫画家のラルフ・バートンはそのダンディーさが話題に上がる人物だが、この香水を身につけたと伝えられている。
「スカーフの代わりに、スカラブのシールリングが彼のケラバを取り囲み、屋内で彼は中国のスリッパを...そしてシャネルNo 22は彼にとって定番の香水である。彼のお気に入りのドレッシングガウンは、勇敢な翡翠の色合いである。」

## 香り立ち
シャネル N°22は、バラ、ジャスミン、月下香などの白い花のノートを持つフローラルアルデヒド系に分類される。
トップノートとミドルノートはジャスミン、月下香、イランイラン、バラのアルデヒドである。ベースノートには、ベチバー、バニラ、香料が含まれる。香料は「昔ながらの花」と呼ばれており、微かなライラックの匂いを持っていると言われている。香水評論家のChandler Burrは、「22は直ちに評価するのが難しい」と述べている。

## 現代において
ヴェルテメール兄弟は今日においてもシャネルの香水事業を運営している。
現代のシャネルの調香師であるJacques Polgeは2007年2月にLes Exclusifsというコレクションを発表した。ここにはシャネル N°22が含まれている。香水の200mlスプレーボトルはシャネルのブティックとバーグドルフ・グッドマンで独占販売されており、価格は175米ドルである。現在の調香はボトムノートにあまり重点を置いていないと言われている。「voile」は軽く、アルコールを感じないもので、1996年に導入された。